# عباس شحرور
عباس شحرور (مواليد 1 يناير 1972 في لبنان) هو لاعب كرة قدم لبناني دولي سابق كان يلعب كمدافع. سبق له أن لعب في كأس آسيا 2000.

## الأهداف الدولية
| الهدف | التاريخ        | المكان                                       | الخصم  | النتيجة | الحصيلة | المنافسة      |
| ----- | -------------- | -------------------------------------------- | ------ | ------- | ------- | ------------- |
| 1.    | 15 أكتوبر 2000 | ملعب مدينة كميل شمعون الرياضية، بيروت، لبنان | العراق | 1–2     | 2–2     | كأس آسيا 2000 |

## روابط خارجية
- عباس شحرور على موقع الاتحاد الدولي (مؤرشف)  (الإنجليزية)
- عباس شحرور على موقع قاعدة بيانات كرة القدم.إي يو (الإنجليزية)
- عباس شحرور على موقع ناشيونال فوتبول تيمز (الإنجليزية)
- عباس شحرور على موقع كووورة